# Patrick Sieloff
Patrick Sieloff (* 15. Mai 1994 in Ann Arbor, Michigan) ist ein US-amerikanischer Eishockeyspieler, der zuletzt bis August 2024 bei den Kölner Haien aus der Deutschen Eishockey Liga (DEL) unter Vertrag gestanden und dort auf der Position des Verteidigers gespielt hat. Zuvor absolvierte Sieloff unter anderem fast 400 Partien in der American Hockey League (AHL) sowie zwei weitere in der National Hockey League (NHL).

## Karriere

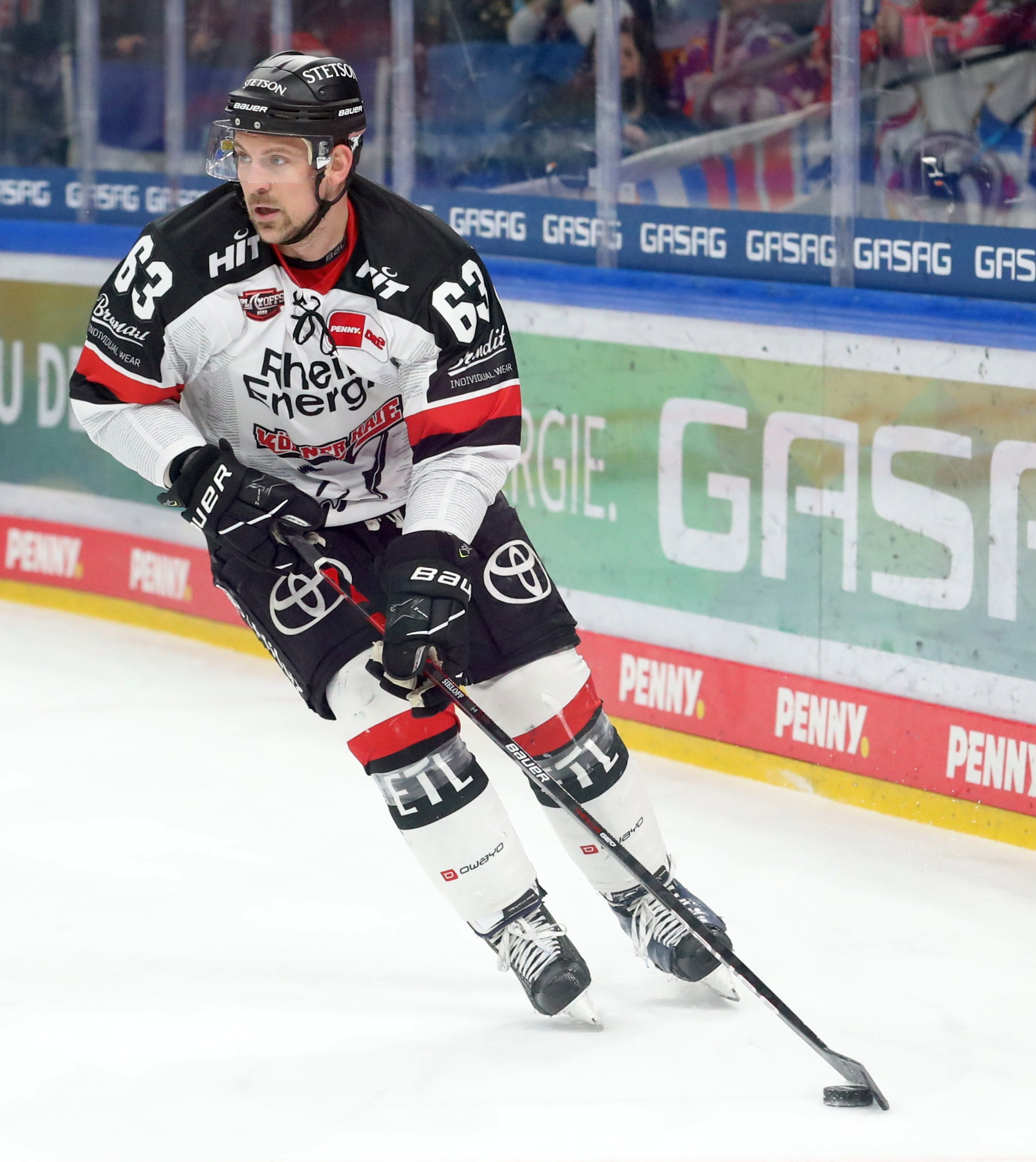
Sieloff im Trikot der Kölner Haie (2022)

Sieloff spielte während seiner Juniorenzeit zwischen 2010 und 2012 für das US National Team Development Program des US-amerikanischen Eishockeyverbandes USA Hockey in der United States Hockey League (USHL). Nach der Auswahl im NHL Entry Draft 2012 durch die Calgary Flames aus der National Hockey League (NHL) zog es den Verteidiger zunächst für ein Jahr in die Ontario Hockey League (OHL) zu den Windsor Spitfires.
Am 19. Juli 2013 unterzeichnete Sieloff mit den Calgary Flames einen über drei Jahre dauernden Einstiegsvertrag. In der Folge spielte er ausschließlich für die Farmteams der Flames in der American Hockey League (AHL). Im April 2016 debütierte er für die Flames in der NHL und erzielte dabei direkt sein erstes Tor in der höchsten Spielklasse Nordamerikas. Nach dem Ende der Saison 2015/16 wurde er im Tausch für Alex Chiasson an die Ottawa Senators abgegeben. Im Franchise des kanadischen Hauptstadtklubs kam der Abwehrspieler in den folgenden drei Spielzeiten bis zum Februar 2019 – mit der Ausnahme einer NHL-Partie für Ottawa – ausschließlich für deren Farmteams, die Binghamton Senators und Belleville Senators, zu Einsätzen. Anschließend wurde er kurz vor der Trade Deadline im Tausch für Brian Gibbons zu den Anaheim Ducks transferiert. Dort stand er fortan im Kader des AHL-Kooperationspartners, der San Diego Gulls.
Im Dezember 2019 gaben ihn die Ducks im Tausch für Chris Mueller an die Tampa Bay Lightning ab, wo er ebenfalls beim AHL-Farmteam Syracuse Crunch zum Einsatz kam. Sein auslaufender Vertrag wurde von den Lightning im Oktober 2020 nicht verlängert, sodass er sich Anfang 2021 dem Hartford Wolf Pack aus der AHL anschloss. Dort war er bis zum Ende der Spielzeit 2020/21 aktiv. Anschließend wechselte der US-Amerikaner nach Europa. Dort unterschrieb er im September 2021 einen Vertrag bei den Kölner Haien aus der Deutschen Eishockey Liga (DEL) für die Saison 2021/22. Anschließend kehrte er nach Nordamerika zurück, wo er im Oktober 2022 durch ein erfolgreiches Probetraining einen AHL-Vertrag bei den San Jose Barracuda für das Spieljahr 2022/23 erhielt. Nach einer anschließenden Pause kehrte Sieloff im Januar 2024 zu den Kölner Haien zurück und erhielt dort einen Vertrag bis zum Sommer 2025. Dieser wurde im August 2024 jedoch vorzeitig aufgelöst.

### International
Sieloff gewann mit der US-amerikanischen Nationalmannschaft sowohl die U18-Junioren-Weltmeisterschaft 2012 als auch die U20-Junioren-Weltmeisterschaft 2013.

## Erfolge und Auszeichnungen
- 2011 Silbermedaille bei der World U-17 Hockey Challenge
- 2012 Goldmedaille bei der U18-Junioren-Weltmeisterschaft
- 2013 Goldmedaille bei der U20-Junioren-Weltmeisterschaft

## Karrierestatistik
Stand: Ende der Saison 2023/24

### International
Vertrat die USA bei:
- World U-17 Hockey Challenge 2011
- U18-Junioren-Weltmeisterschaft 2012
- U20-Junioren-Weltmeisterschaft 2013

(Legende zur Spielerstatistik: Sp oder GP = absolvierte Spiele; T oder G = erzielte Tore; V oder A = erzielte Assists; Pkt oder Pts = erzielte Scorerpunkte; SM oder PIM = erhaltene Strafminuten; +/− = Plus/Minus-Bilanz; PP = erzielte Überzahltore; SH = erzielte Unterzahltore; GW = erzielte Siegtore; 1 Play-downs/Relegation; Kursiv: Statistik nicht vollständig)